# Хоссейни, Джаляль
Сайе́д Джаля́ль Хоссе́йни (перс. سیدجلال حسینی ‎, 3 февраля 1982, Анзали) — иранский футболист и футбольный тренер. Выступал за сборную Ирана.

## Клубная карьера

### Сайпа
Летом 2005 года Хоссейни переехал из «Малавана» в «Сайпа». Во время сезона 2005/2006 он был самым важных игроков своего клуба, сыграв в 28 полных матчах и забив один гол. В следующем сезоне также сыграл в 26 полных встречах и забил один гол, а также выиграл чемпионат Ирана.

### Сепахан
Летом 2009 года Хоссейни подписал контракт с «Сепаханом» и в течение сезона закрепил за собой место в основе. В составе «Сепахана» три раза подряд выиграл чемпионат Ирана. Провёл в составе команды 3 года, сыграв в 94 матчах.

### Персеполис
В июле 2012 года Хоссейни подписал контракт с «Персеполисом» на один год до конца сезона 2012/2013. В феврале 2013 года он продлил контракт с «Персеполисом» на один год.

## Карьера в сборной
Хоссейни вошёл в состав сборной Ирана до 23 лет, участвующей в Азиатских играх 2006 года. Дебютировал за взрослую сборную в товарищеском матче против сборной Беларуси в феврале 2007 года.
После следующего вызова в июле 2007 года сыграл во всех четырёх матчах сборной Ирана и забил в своём дебютном матче в Кубке Азии 2007 года против сборной Узбекистана. После этого Хоссейни вызывался на отборочные матчи чемпионата мира по футболу 2010 и 2014 годов. Также он играл в отборочном турнире на Кубок Азии по футболу 2011 и 2015 годов. Вошёл в заявку сборной на Кубок Азии 2011. 1 июня 2014 года был вызван в сборную Ирана на чемпионат мира по футболу 2014 Карлосом Кейрушем.
В мае 2018 года был включён в предварительный состав сборной Ирана для участия в чемпионате мира 2018 года в России, но не попал в финальную заявку. 1 декабря 2018 года Хоссейни объявил о завершении карьеры в сборной.

## Статистика

### Клубная статистика
| Клуб             | Дивизион         | Сезон            | Лига | Лига | Кубок Ирана по футболу | Кубок Ирана по футболу | Азия | Азия | Итого | Итого |
| Клуб             | Дивизион         | Сезон            | Игры | Голы | Игры                   | Голы                   | Игры | Голы | Игры  | Голы  |
| ---------------- | ---------------- | ---------------- | ---- | ---- | ---------------------- | ---------------------- | ---- | ---- | ----- | ----- |
| Малаван          | Про-Лига         | 2004/05          | 30   | 2    | 1                      | 0                      | -    | -    | 31    | 2     |
| Сайпа            | Про-Лига         | 2005/06          | 28   | 1    | 0                      | 0                      | -    | -    | 28    | 1     |
| Сайпа            | Про-Лига         | 2006/07          | 26   | 3    | 2                      | 0                      | -    | -    | 28    | 3     |
| Сайпа            | Про-Лига         | 2007/08          | 34   | 1    | 1                      | 0                      | 7    | 0    | 42    | 1     |
| Сайпа            | Про-Лига         | 2008/09          | 29   | 3    | 1                      | 0                      | -    | -    | 30    | 3     |
| Сепахан          | Про-Лига         | 2009/10          | 32   | 1    | 1                      | 0                      | 6    | 1    | 39    | 2     |
| Сепахан          | Про-Лига         | 2010/11          | 32   | 2    | 4                      | 0                      | 9    | 0    | 45    | 2     |
| Сепахан          | Про-Лига         | 2011/12          | 30   | 1    | 1                      | 0                      | 6    | 1    | 37    | 2     |
| Персеполис       | Про-Лига         | 2012/13          | 30   | 1    | 5                      | 0                      | -    | -    | 35    | 1     |
| Персеполис       | Про-Лига         | 2013/14          | 27   | 1    | 2                      | 0                      | -    | -    | 29    | 0     |
| Итого за карьеру | Итого за карьеру | Итого за карьеру | 298  | 16   | 18                     | 0                      | 28   | 2    | 344   | 18    |

### Голы за сборную
| # | Дата            | Стадион                            | Противник  | Счёт | Результат | Соревнование                                   |
| - | --------------- | ---------------------------------- | ---------- | ---- | --------- | ---------------------------------------------- |
| 1 | 11 июля 2007    | Букит Джалил Стэдиум, Куала-Лумпур | Узбекистан | 1:1  | 2:1       | Кубок Азии по футболу 2007                     |
| 2 | 26 марта 2008   | Аль-Кувейт, Кувейт                 | Кувейт     | 2:0  | 2:2       | Квалификация на Чемпионат мира по футболу 2010 |
| 3 | 1 октября 2010  | Стадион Амман, Амман               | Ирак       | 1:0  | 2:1       | Первенство клубов Западной Азии 2010           |
| 4 | 17 июля 2011    | Азади, Тегеран                     | Мадагаскар | 1:0  | 1:0       | Товарищеский                                   |
| 5 | 11 октября 2011 | Азади, Тегеран                     | Бахрейн    | 1:0  | 6:0       | Квалификация на Чемпионат мира по футболу 2014 |
| 6 | 15 октября 2013 | Азади, Тегеран                     | Таиланд    | 1:0  | 2:1       | Квалификация на Кубок Азии по футболу 2015     |

## Личная жизнь
В январе 2010 года Хоссейни женился на его давней подруге Лейле Рияхи. 18 декабря 2013 года у них родилась дочь по имени Нора.

## Достижения

### Клубные
«Сайпа»
- Чемпион Ирана: 2006/07

«Сепахан»
- Чемпион Ирана (3): 2009/10, 2010/11, 2011/12

«Персеполис»
- Чемпион Ирана (5): 2016/17, 2017/18, 2018/19, 2019/20,  2020/21
- Обладатель Кубка Хазфи: 2018/19
- Обладатель Суперкубка Ирана (4): 2017, 2018, 2019, 2020
- Вице-чемпион Ирана: 2013/14
- Финалист Кубка Ирана: 2012/13
- Финалист Лиги чемпионов АФК (2): 2018, 2020

### Индивидуальные
- Защитник года (2006/07) с «Сайпой»
- Защитник года (2007/08) с «Сайпой»
- Лучшие в Азии: 2011